# Hjälmmunkskata
Hjälmmunkskata (Philemon buceroides) är en fågel i familjen honungsfåglar inom ordningen tättingar.

## Utseende och läte
Hjälmmunkskatan är en stor brunaktig honungsfågel med bar svart hud i ansiktet och en lång och spetsig, svart näbb med ett litet "horn" högst upp. Fjäderdräkten är enfärgat gråbrun, något mörkare ovan än under. Vitkronad munkskata har en kantig form på hudfläckens övre bakre kant samt något större "horn" på näbben. Skränmunkskatan är helt bar på huvudet. Fågeln är mycket högljudd med olika sorters grova skrin, däribland ett som återges "poor devil".

## Utbredning och systematik
Hjälmmunkskata delas in i sex underarter med följande utbredning:
- P. b. novaeguineae – Nya Guinea
- P. b. yorki – nordöstra Queensland (öar söder om Torres Strait till Connors Range)
- buceroides-gruppen
  - P. b. gordoni – Northern Territory (Melvilleön och kustnära Arnhem Land)
  - P. b. ammitophilus – norra Australien (i det inre av Arnhem Land, Northern Territory)
  - P. b. buceroides – östra Små Sundaöarna (Sawu, Roti, Östtimor, Semau och Wetar)
  - P. b. neglectus – västra Små Sundaöarna (Lombok och Sumba och Flores)

## Levnadssätt
Hjälmmunkskatan hittas i olika typer av miljöer som parker, trädgårdar, mangroveträsk och skogsområden. I Arnhem Land ses den dock i sandstensområden inåt land.

## Status och hot
Arten har ett stort utbredningsområde, men tros minska i antal, dock inte tillräckligt kraftigt för att den ska betraktas som hotad. Internationella naturvårdsunionen IUCN listar arten som livskraftig (LC).